# Социальный вид. Почему мы нуждаемся друг в друге
«Социальный вид. Почему мы нуждаемся друг в друге» (англ. Social: Why our brains are wired to connect) — научно-популярная книга Мэттью Либермана. Опубликована впервые в 2013 году на английском языке. На русском языке книга была опубликована в 2020 году.
Мэттью Либерман— профессор, руководитель лаборатории социальных когнитивных наук в Калифорнийском университете. Считается автором понятия «социальная когнитивная нейробиология (или нейронаука)».
Либерман доказывает, что социальность — наша базовая потребность человека. С самого рождения люди нуждаются в связи, переживают социальную боль так же, как физическую. Либерман по-новому смотрит на саму природу человека и на современное общество.
Главная идея, которую автор хочет довести до читателя: человек не в состоянии обходиться без общества. Нехватка «социальности» не только препятствует развитию человека, но и опасна для его благополучия и физического здоровья.

## Краткое содержание
Может ли человек обойтись без общества?
Существует точка зрения, согласно которой общество может мешать человеку и угнетать его, что современный горожанин, живущий среди множества других людей, испытывает фрустрацию и чувствует недоверие к окружающим.
Андрей Тарковский говорил, что человек должен научиться жить в одиночестве и бывать вне общества как можно чаще.
Иной концепции придерживается американский психолог Мэттью Либерман, который объясняет социальность человека особенностями эволюционного развития нашего мозга и когнитивных способностей. Социальность по Либерману- базовая потребность человека.

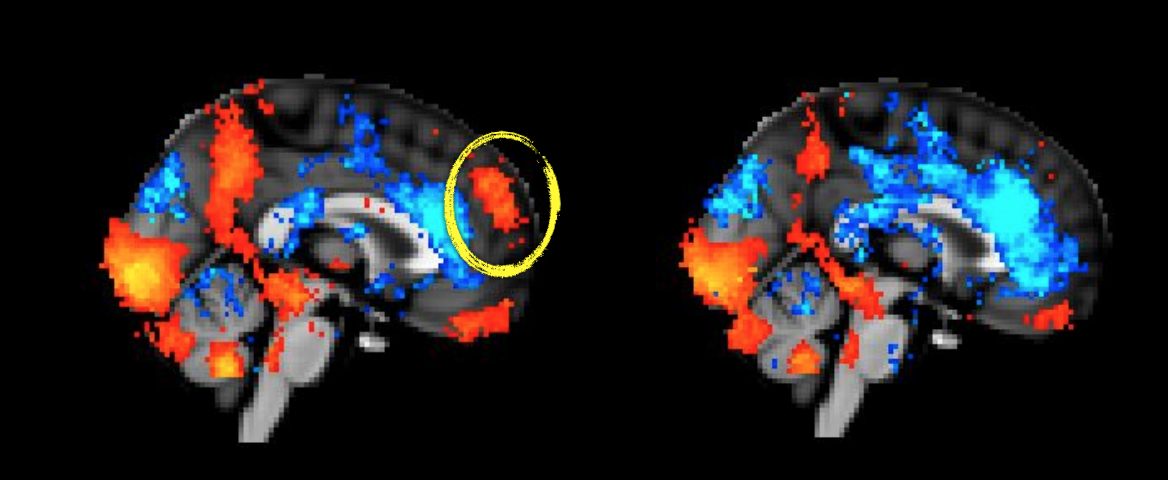
Изучение активности участков мозга человека

В своей книге Мэтью Либерман рассказывает об исследовании в области социальной нейробиологии, которое показывает, что наша самая фундаментальная и основная потребность — не в еде или убежище, а в том, чтобы общаться с другими людьми. Он утверждает, что социальность, лежит в нас гораздо глубже и влияет на нас гораздо сильнее, чем принято считать.
Ученый предлагает задуматься, почему, иногда отдавая кому-то деньги, мы получаем такое же удовольствие, как при получении денежных призов. Почему эмоциональная боль от того, что тебя не принимают в игру, или боль утраты так же глубока, как при физической травме?
Опираясь на последние исследования в области нейробиологии, Либерман показывает, как наш мозг может быть настроен, прежде всего, на гармонизацию и связь с другими, а не только на то, чтобы действовать в своих собственных интересах.
С помощью технологии ФМРТ Либерман исследует феномен социального взаимодействия. Учёный и рассказывает о том, что наш мозг использует свободное время для того, чтобы больше узнать о социальном мире и как социальное взаимодействие и его отсутствие могут вызывать те же психические реакции, что и физическая боль и удовольствие, а также что этот факт может означать для эволюции мозга.
«Попробуйте закрыть глаза и ни о чем не думать тридцать секунд. Вряд ли это выйдет— мозг, скорее всего, начнет перебирать мысли, чувства, образы. Как бы вы ни старались расслабиться, разум не отдыхает, а активно работает. Обычно люди думают о других людях, о себе или о том и другом сразу. По сути, мозг запрограммирован мыслить о социуме и нашем месте в нем».
На основании исследований Либерман приходит к выводу: в ходе эволюции люди выработали сложные способы реагирования на групповые вызовы, а нормы альтруизма и сплоченности прочно вошли в нашу природу.
В конце книги рассказывается, как интегрировать социальное познание в обучение и управление.

## Об авторе
Мэттью Либерман родился в 1970 году в Атлантик Сити. Окончил Гарвардский университет. Профессор, руководитель лаборатории социальных когнитивных наук в Калифорнийском университете. Считается автором понятия «социальная когнитивная нейробиология (или нейронаука)». Основатель журнала «Social Cognitive and Affective Neuroscience», обладатель награды APA Distinguished Scientific Award for Early Career Contribution to Psychology (вручается одному социальному психологу каждые два года) и премии UCLA Gold Shield Faculty Prize (премия Золотого щита Калифорнийского университета в Лос-Анджелесе).
Один из ведущих специалистов в области социальной неврологии.

## Отзывы
Кэлвин С. Ньюпорт- американский писатель, доцент кафедры информатики Джорджтаунского университета:
«Эти эксперименты (Либермана) демонстрируют отдельные моменты из обширной литературы по когнитивной нейронауке, подтверждающей одно и то же: люди — существа социальные. Не зря Аристотель называл нас „социальными животными“, но потребовались продвинутые сканеры мозга, чтобы мы осознали, насколько философ даже преуменьшил реальную картину.»